# Striptýz (film)
Striptýz (v anglickém originále Striptease) je americké kriminální drama scenáristy, koproducenta a režiséra Andrewa Bergmana z roku 1996, v němž hrají Demi Moore, Armand Assante, Ving Rhames, Robert Patrick a Burt Reynolds. Vychází ze stejnojmenné románové předlohy-bestselleru floridského spisovatele Carla Hiaasena (vydáno 1993); pojednává o Erin Grantové, bývalé sekretářce FBI, která se, motivována snahou o rychlý výdělek, stala striptýzovou tanečnicí v nočním klubu (peníze potřebuje na odvolání proti rozhodnutí soudu svěřit její sedmiletou dceru do péče otce-podvodníka a narkomana).

## Obsazení
| Demi Moore         | Erin Grantová            |
| Burt Reynolds      | kongresman David Dilbeck |
| Armand Assante     | por. Al Garcia           |
| Ving Rhames        | Shad                     |
| Robert Patrick     | Darrell Grant            |
| Paul Guilfoyle     | Malcolm Moldovsky        |
| Jerry Grayson      | Orly                     |
| Rumer Willis       | Angela Grantová          |
| Robert Stanton     | Erb Crandal              |
| William Hill       | Jerry Killian            |
| Stuart Pankin      | Alan Mordecai            |
| Pandora Peaks      | Urbanna Sprawlová        |
| Barbara Alyn Woods | Lorelei                  |
| Kimberly Flynn     | Ariel                    |
| Siobhan Fallon     | Rita                     |
| Frances Fisher     | Donna Garcia             |
| Rena Riffel        | Tiffany                  |
| Dina Waters        | Monique ml.              |